# Olzai
Olzai là một đô thị ở tỉnh Nuoro ở vùng Sardinia của Italia, tọa lạc cách khoảng 110 km về phía bắc của Cagliari và cách khoảng 20 km về phía tây nam của Nuoro. Tại thời điểm ngày 31 tháng 12 năm 2004, đô thị này có dân số 1.016 người và diện tích là 69,7 km².
Olzai giáp các đô thị: Austis, Nughedu Santa Vittoria, Ollolai, Ottana, Sarule, Sedilo, Sorradile, Teti.